# Mesrob Naroyan
Mesrob Naroyan (ur. ?, zm. ?) – w latach 1927–1943 80. ormiański Patriarcha Konstantynopola.